# Relaciones Filipinas-Reino Unido
Las relaciones Filipinas-Reino Unido son las relaciones bilaterales entre la República de Filipinas y el Reino Unido de Gran Bretaña e Irlanda del Norte. Las relaciones diplomáticas formales se establecieron entre los dos países el 4 de julio de 1946, mismo día del Tratado de Manila, por el que Filipinas ganó su independencia de EE. UU. y se convirtió en miembro fundador de la ONU. Las relaciones entre los dos países son cordiales.

## Preindependencia de Filipinas
Las relaciones entre Filipinas y el Reino Unido datan de la llegada de Sir Francis Drake a Mindanao en 1579 después de un viaje de circunnavegación de casi tres años a bordo del Golden Hind. Los lazos económicos definieron las relaciones durante los próximos cuatro siglos. Filipinas se convirtió en parte de la presencia de la Compañía de las Indias Orientales. Las empresas británicas participaron en la mejora de la infraestructura de transporte en Filipinas.

### Ocupación británica de Manila
El Reino de Gran Bretaña ocupó la ciudad de Manila y el cercano puerto de Cavite entre 1762 y 1764, en el marco de la guerra anglo-española. La fuerte resistencia del gobierno colonial español provisional establecido por miembros de la Real Audiencia de Manila y sus aliados filipinos impidió que las fuerzas británicas tomaran el control del territorio más allá de las ciudades vecinas de Manila y Cavite. La ocupación terminó como parte del acuerdo de paz de la Guerra de los Siete Años .

## Era moderna

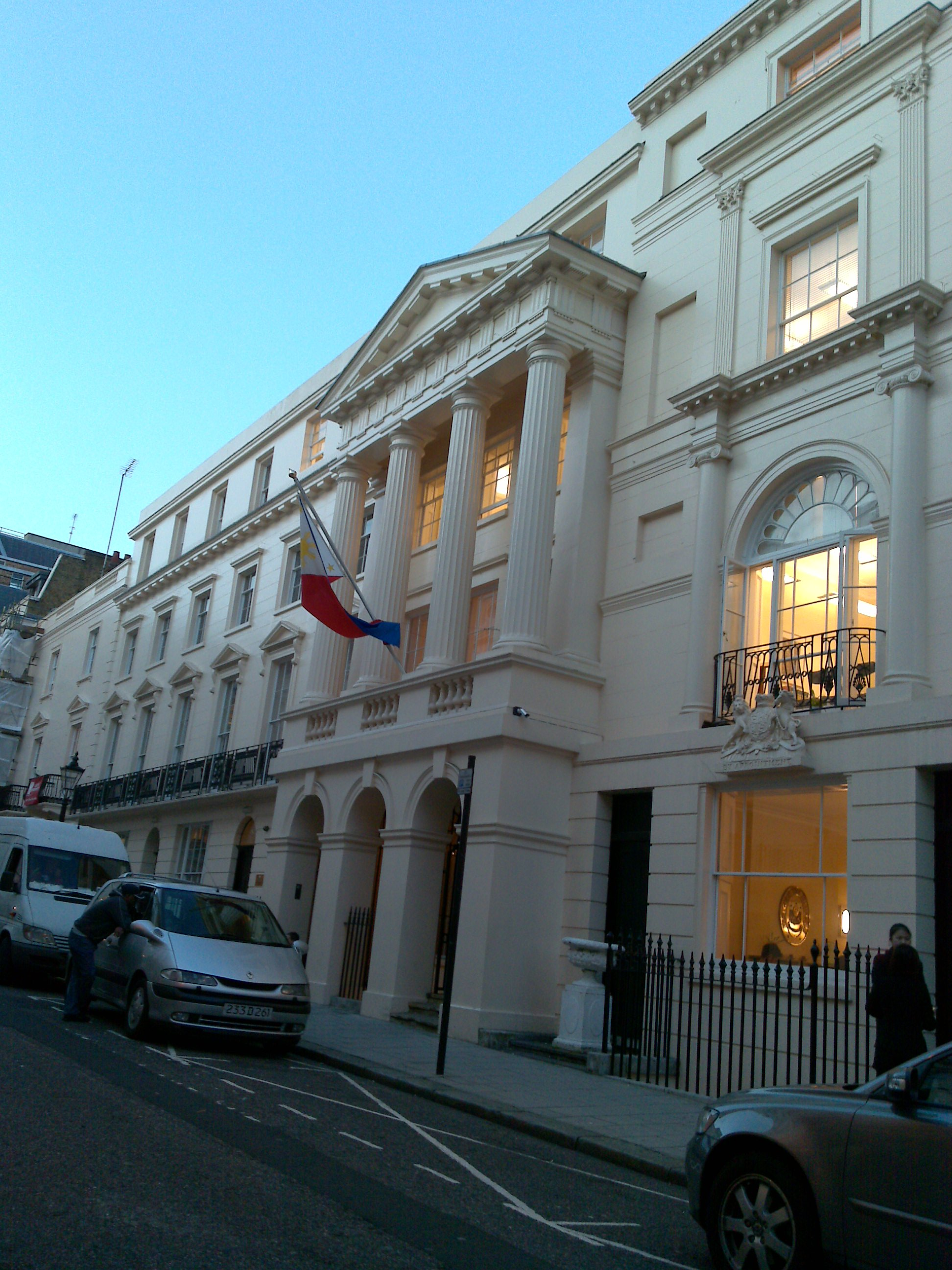
Embajada de Filipinas en el centro de Londres.

Se sabe que cuatro miembros de la familia real británica visitaron Filipinas. En 1980, la princesa Margarita, condesa de Snowdon, visitó el país. En 1997, después de la entrega de Hong Kong, el Príncipe Carlos, príncipe de Gales, realizó una visita oficial y se reunió con el presidente Fidel V. Ramos en el Palacio de Malacañán. En 1999, la Princesa Ana, princesa real, visitó Filipinas para visitar el Colegio Británico Manila en Parañaque. En 2001, el príncipe Andrés, duque de York, visitó Filipinas para asistir a la inauguración del British School Manila, tras su traslado de Parañaque a Ciudad Global de Bonifacio, en Taguig. El príncipe Andrés, volvió a visitar el British School Manila en 2004. El 19 de marzo de 2015, la princesa Ana, visitó la escuela en Taguig para abordar el escándalo del suicidio de uno de sus alumnos.
El comité de asuntos exteriores del Parlamento británico visitó Filipinas en 1986 para expresar su apoyo al nuevo gobierno de la entonces presidenta Corazón Aquino. El secretario de Relaciones Exteriores británico, Sir Geoffrey Howe, lo visitó en 1988 en un intento de fortalecer aún más las relaciones bilaterales. Al año siguiente, el secretario de Relaciones Exteriores de Filipinas, Raul Manglapus, se convirtió en el primer ministro filipino en visitar Gran Bretaña. En 2016, el secretario de Relaciones Exteriores británico, Philip Hammond, visitó Filipinas para conmemorar el 70.º aniversario de las relaciones diplomáticas entre Filipinas y el Reino Unido.

### Relaciones económicas
El Reino Unido es actualmente el mayor inversor europeo en Filipinas. Asimismo, la mayoría de los turistas europeos que visitan Filipinas proceden del Reino Unido, con unos 90.000 visitantes anuales.
El gobierno del Reino Unido gasta alrededor de £ 2 millones por año en fondos para facilitar la colaboración científica con Filipinas. El fondo, administrado a través de la Embajada Británica en Manila, tiene por objeto fomentar las asociaciones de ciencia e innovación para la investigación conjunta sobre temas de desarrollo, la formación y becas de investigadores y los programas de creación de capacidad de innovación. Estos proyectos conjuntos abordan problemas de desarrollo prioritarios, como la resiliencia ambiental, la seguridad alimentaria y energética, y la salud.
El ex embajador británico Asif Ahmad dijo: «La ciencia y la tecnología son impulsores clave del desarrollo económico. El Fondo Newton involucrará a científicos británicos y filipinos como socios para aumentar su capacidad de investigación e innovación. La aplicación del conocimiento, adaptada a las necesidades del pueblo de Filipinas, abordará sus prioridades actuales y abordará el crecimiento sostenible a largo plazo. La invención británica de Internet transformó vidas y hay razones para esperar que el ingenio filipino-británico pueda desbloquear más descubrimientos».
En 2020, como parte del Programa de Ciudades Futuras del Gobierno del Reino Unido, firmó un memorando de entendimiento con la Autoridad de Desarrollo y Conversión de Bases (BCDA) para diseñar el New Clark City Central Park en Ciudad Luzón y un proyecto de vivienda asequible en la nueva metrópolis. Según el memorando de entendimiento, el Reino Unido y la BCDA trabajarán en tres áreas clave para Ciudad de Nueva Clark: (1) diseño participativo para New Clark City Central Park y recomendaciones de espacios públicos en toda la ciudad; (2) Estrategia de Vivienda y Recomendaciones de Medios de Vida para la Zona Económica Especial y de Puerto Libre de Clark y la Ciudad de New Clark; y (3) el Establecimiento de una Unidad de Sostenibilidad para Ciudad de Nueva Clark.

### Relaciones militares
Filipinas estuvo del lado de los Aliados en la Segunda Guerra Mundial junto con Gran Bretaña. El Reino Unido juega un papel importante en el proceso de paz de Mindanao .
El 4 de diciembre de 2017, el gobierno filipino firmó el "Memorándum de Entendimiento sobre Cooperación en Defensa entre Filipinas y el Reino Unido" y esto abrió posibilidades para el intercambio de capacitación y cooperación entre las fuerzas de los dos países, así como la seguridad cibernética. relaciones.

### Operaciones de socorro en casos de desastre
El tifón Haiyan, conocido como «Yolanda» en Filipinas, fue uno de los desastres naturales más mortíferos en la historia del país y fue uno de los tifones más poderosos jamás registrados.
El Reino Unido proporcionó 77 millones de libras esterlinas de ayuda humanitaria, lo que lo convierte en el mayor donante individual. Además de la respuesta del gobierno del Reino Unido, el público británico donó otros 85 millones de libras esterlinas a través del llamamiento del Comité de Emergencia para Desastres (DEC).

### Esfuerzos pandémicos de CoVID-19
El 4 de agosto de 2021, el Reino Unido donó 415 040 dosis de la vacuna Oxford-AstraZeneca COVID-19 al gobierno filipino como parte de su campaña de vacunación. El 25 de noviembre de 2021, llegaron al país un total de 3.191.040 dosis de vacunas de AstraZeneca donadas por el Reino Unido, en asociación con UNICEF y la Organización Mundial de la Salud (OMS).

## Acuerdos
Filipinas y el Reino Unido tienen acuerdos bilaterales que fueron firmados y puestos en vigor o ratificados:
- Un acuerdo sobre servicios aéreos entre Filipinas y el Reino Unido (firmado y en vigor desde el 31 de enero de 1955).
- Convenio para evitar la doble imposición y prevenir la evasión fiscal en materia de impuestos sobre la renta y sobre la renta (firmado el 10 de junio de 1976 y en vigor desde el 23 de enero de 1978).
- Un acuerdo para la protección y promoción de inversiones (firmado el 3 de diciembre de 1980, entró en vigor el 2 de enero de 1981).
- Un memorando de entendimiento para la protección y promoción de inversiones (firmado y en vigor desde el 17 de diciembre de 1985)
- Acuerdo PH-UK sobre Ciertas Deudas Comerciales (firmado y en vigor desde el 4 de febrero de 1986)
- Convenio de Seguridad Social (firmado el 27 de febrero de 1985 y en vigor desde el 1 de diciembre de 1989)
- PH-UK Small Islands Electrification Grant 1990 (firmado y en vigor desde el 10 de diciembre de 1990)
- PH-UK Manila Airport Security Equipment Grant 1994 (firmado y en vigor desde el 31 de enero de 1995)
- Acuerdos de Financiamiento Concesional (firmados y en vigor desde el 1 de septiembre de 1995)
- Un memorando de entendimiento sobre el Curso de Protección de Mujeres y Niños entre el gobierno de Gran Bretaña y la Policía Nacional de Filipinas (firmado y en vigor desde el 30 de agosto de 1997)
- Un acuerdo sobre contratación (firmado el 8 de enero de 2002)
- Un memorando de acuerdo sobre el Programa de educación/capacitación avanzada para cuidadores filipinos (firmado y en vigor desde el 5 de marzo de 2005)
- Un memorando de entendimiento sobre Cooperación Sanitaria (firmado el 30 de julio de 2003 y en vigor desde el 6 de enero de 2006)
- Tratado de Asistencia Judicial Mutua en Materia Penal (firmado el 18 de septiembre de 2009 y en vigor desde el 1 de junio de 2012)
- Tratado de extradición entre Filipinas y el Reino Unido (firmado el 18 de septiembre de 2009 y ratificado el 14 de abril de 2014)[14][15]
- Plan de acción conjunto Filipinas-Reino Unido (firmado y en vigor desde el 13 de noviembre de 2009)
- Un memorando de entendimiento entre la cooperación de defensa de Filipinas y el Reino Unido (firmado el 4 de diciembre de 2017).[8]
- Plan de Acción Económica Conjunto entre el PH y el Reino Unido (firmado el 22 de marzo de 2019).[16]